# 드루 피어스
드루 피어스(영어: Drew Pearce, 1975년 8월 24일~)는 영국 출신의 각본가로 《아이언맨 3》(2013)와 《미션 임파서블: 로그네이션》(2015)의 각본을 썼다.

## 출연 작품
- 셜록 홈즈 3(2020)
- 분노의 질주: 홉스&쇼(2019)
- 호텔 아르테미스(2018)
- 미션 임파서블: 로그네이션(2015)
- 마블원샷: 올 헤일 더 킹(2014)
- 아이언맨 3(2013)